# Donja Reka
Donja Reka is een plaats in de gemeente Jastrebarsko in de Kroatische provincie Zagreb. De plaats telt 325 inwoners (2001).